# Hudimesnil
Hudimesnil – miejscowość i gmina we Francji, w regionie Normandia, w departamencie Manche.
Według danych na rok 1990 gminę zamieszkiwały 614 osoby, a gęstość zaludnienia wynosiła 33 osoby/km² (wśród 1815 gmin Dolnej Normandii Hudimesnil plasuje się na 368. miejscu pod względem liczby ludności, natomiast pod względem powierzchni na miejscu 141.).